# Одведи ме на неко лијепо мјесто
„Одведи ме на неко лијепо мјесто“ (енгл. Take me somewhere nice) је босанскохерцеговачки и холандски играни филм из 2019. године. Филм је режирала и написала Ена Сендријаревић, којој је ово први дугометражни филм. Филм је освојио награду Срце Сарајева за најбољи играни филм на Сарајвеском филмском фестивалу 2019. године.

## Радња
Алма (Сара Луна Зорић) је рођена и одрасла у Холандији, где живи са својом мајком (Сања Бурић). Када сазна да јој је отац у болници, Алма одлучује да отупује у Босну и Херцеговину и да први пут у животу упозна свој оца. Тамо је дочекују њен рођак Емир (Ернад Прњаворац) и његов пријатељ Денис (Лазар Драгојевић). На путовању Алма упознаје и покушава да схвати себе, своје порекло и свој идентитет.

## Улоге
| Главне улоге          | Главне улоге                  |
| Глумац                | Улога                         |
| --------------------- | ----------------------------- |
| Сара Луна Зорић       | Алма                          |
| Лазар Драгојевић      | Денис                         |
| Ернад Прњаворац       | Емир                          |
| Сања Бурић            | Алмина мајка                  |
| Јасна Ђуричић         | Јована                        |
| Остале улоге          |                               |
| Мирсад Тука           |                               |
| Емир Хаџихафизбеговић |                               |
| Али Зијалстра         | Продавачица                   |
| Алена Џебо            | Радница на аутобуској станици |

## Приказивање филма
Филм је премијерно приказан 23. маја 2019. године на међународном филмском фестивалу у Ротердаму.
Приказивање филма у биоскопима почело је 11. јуна 2021. године, а од 28. јула 2021. године доступан је на сервисима за онлајн гледање филмова.

## Значајне награде
- 2020 - Женски међународни филмски фестивал Ванкувер, награда за најбољу музику[3]
- 2019 - Сарајевски филмски фестивал, награда за најбољи играни филм[4]
- 2019 - Међунардни филмски фестивал Ротердам, специјална награда жирија за изузетно уметничко достигнуће[5]